# Mouvement pour l'indépendance, la renaissance et l'intégration africaine
Le Mouvement pour l'indépendance, la renaissance et l'intégration africaine (Miria) créé en 1994 par des dissidents de l’Alliance pour la démocratie au Mali-Parti africain pour la solidarité et la justice (Adema-Pasj) est un parti politique malien.

## Historique

### En opposition à Alpha Oumar Konaré et Ibrahim Boubacar Keïta
Le Miria a été créé par des militants proches de Mamadou Lamine Traoré qui a quitté l’Adema-Pasj  en septembre 1994 lors de la nomination du Premier ministre Ibrahim Boubacar Keïta à la présidence du parti présidentiel. Le secrétariat exécutif national du nouveau parti comprend 23 membres dont plusieurs anciens responsables de l’Adema-Pasj comme Mohamedoune Dicko, ancien secrétaire politique, Tiémoko Sangaré, ancien président du groupe parlementaire, Samba Sidibé, ancien ministre de l’Équipement et sept députés
Le Miria se positionne dans l’opposition à la politique mené par le président Alpha Oumar Konaré et le gouvernement. Il leur reproche de ne pas avoir fait les changements nécessaires par rapport à la politique de Moussa Traoré, notamment dans les domaines de l'éducation, de la santé ou de l'administration.
Le Miria boycotte les élections législatives et présidentielle de 1997. 

### Un allié du président Amadou Toumani Touré
En 2002, le Miria soutient la candidature d’Amadou Toumani Touré et présente, pour la, première fois, des candidats aux élections législatives.
Aux élections communales de 2004, il fait élire environ 130 conseillers communaux.
Le Miria a pour la première fois deux élus à l’Assemblée nationale lors des élections législatives maliennes de 2007.
Le Miria a tenu son 3e congrès le 27 février 2010.  Mamadou Kassa Traoré a été élu au poste de président de ce parti.

### 2012, soutien à Ibrahim Boubacar Keïta
Le 29 octobre 2011, neuf partis politiques, dont le Miria, ont rejoint le Rassemblement pour le Mali pour appeler à une candidature de l'ancien Premier ministre Ibrahim Boubacar Keïta à l'élection présidentielle malienne de 2012.

## Résultats électoraux
| Année | Élection                           | Scores et observations                                                                                    |
| 1997  | Élection présidentielle            | A boycotté l’élection                                                                                     |
| 1997  | Élections législatives             | a boycotté les élections                                                                                  |
| 1998  | Élections communales               | |
| 1999  | Élections communales               | |
| 2002  | Élection présidentielle            | Soutient la candidature d’Amadou Toumani Touré                                                            |
| 2002  | Élections législatives             | |
| 2004  | Élections communales               | 130 conseillers communaux                                                                                 |
| 2007  | Élection des conseillers nationaux | pas d’élu                                                                                                 |
| 2007  | Élection présidentielle            | Membre de l’Alliance pour la démocratie et le progrès qui a soutenu la candidature d’Amadou Toumani Touré |
| 2007  | Élections législatives             | 2 députés (sur 147)                                                                                       |
| 2009  | Élections communales               | 99 conseillers                                                                                            |